# リードオンリーメンバー
リードオンリーメンバー（和製英語：Read Only Member、略称：ROM、ロム）とは、主に電子掲示板などインターネット上のコミュニティにおいて、自らは投稿せずに閲覧のみ行うことを指すインターネットスラングである。

## 概要
一般に、Read Only Memory (ROM) をもじった語であると考えられている。読むだけの行為のことを指して「ROMる（ロムる）」と動詞形で用いることもある。ちなみに英語圏ではlurker（ラーカー、潜む人）と呼ばれ、ROMという語は使われない。
この語は1986年には既に用いられていた。その前年、1985年3月に発行された高田正純『データベースを使いこなす』には「ROM, read-only man」（memberでないことに注意）という表現がある。
転じて、チャットやMMORPGなどのインターネット上のコミュニティにおいては一時退席の行為の意味も持つ(同様に用いられるAFKの項も参照)。例えば食事のために席を外すことを「飯ROM」などと称する。
一部のコミュニティでは、ROMは嫌われる場合があり、規約や案内に明記したり、パスワードを用いたりすることにより、ROMを禁止しているところもある。内輪的なコミュニティで、外部の人間に物言わず覗かれているようで気分が悪いといったような理由によるROM禁止も多い。特に、mixiなどの閲覧者の痕跡が残るSNSにおいては、ROMを読み逃げと称して嫌う利用者がいる。
一方で、ある程度の期間ROMに専念しコミュニティの雰囲気や暗黙の了解を把握した上で書き込む事が好ましいとするコミュニティもあり、そのような場では「空気を読まない」書き込みをする者に対して「（新人は）半年ロムれ」（略して「新半R」）、などと返答される場合もある。
かつてパソコン通信の時代には通信回線の制約からROMが問題視された。パソコン通信は同時に複数のユーザーがホストにアクセスするにはその数だけ電話回線の契約が必要であったが、個人運営の草の根BBSは単回線の局がほとんどで、1人がアクセスしている間、他のユーザーが利用できなかった。そのため、無料で利用させてもらいながら、回線を占有するだけで有益な情報を発信しない存在は歓迎されず、運営者や他のユーザーから非難の対象となることがしばしばであった。一方、大規模で回線に余裕のあり、従量制料金を採用して接続時間が長くなれば利用料金がよりかかる商用BBSでは問題視されることはほとんどなかった。
インターネット初期も同じくROMがサーバ負荷になるとして嫌われることがあった。例として、2001年にインターネットの電子掲示板2ちゃんねる閉鎖騒動の際に行われた分析によると、2ちゃんねるの全通信量のうち9割が投稿を伴わない閲覧のみの負荷、すなわちROMによるものであったという。

## ROM人口
- パソコン通信 - ROMの人口はパソコン通信人口の8割[5]、あるいはROM人口は積極的に投稿するユーザーの5倍から6倍とも言われた[6]。「一件の発言があれば、その10倍のROMがいる」と言われる[要出典]。

- 2ちゃんねる - 2007年の日本経済新聞調査によると、投稿経験者が11%だったのに対して、閲覧利用者は77.4%であった[7][8]。

- Twitter - 2009年のハーバード大学の調査によると、投稿の9割が1割のユーザーによるもので、ユーザーの平均投稿回数は1回というものだった[9]。